# 15203 Grishanin
15203 Grishanin è un asteroide della fascia principale. Scoperto nel 1978, presenta un'orbita caratterizzata da un semiasse maggiore pari a 2,4335802 UA e da un'eccentricità di 0,1920838, inclinata di 2,67151° rispetto all'eclittica.